# Albert Ladenburg
Albert Ladenburg (n. 2 iulie 1842, Mannheim, Marele Ducat de Baden – d. 15 august 1911, Breslau, Reich-ul German) a fost un chimist german.

## Cercetare
În Ghent, Ladenburg a lucrat timp de 6 luni împreună cu August Kekulé, care l-a introdus pe acesta în studiul teoriei structurale. Ambii au lucrat la elucidarea structurii benzenului. Ladenburg a teoretizat ideea că benzenul este o moleculă prismatică, ceea ce s-a dovedit a fi fals. Structura propusă de acesta a fost descoperită în anul 1973, aparținând moleculei de prisman.